# An Lão, Gia Lai
An Lão là xã thuộc tỉnh Gia Lai, Việt Nam.

## Địa lý
Thị trấn An Lão có vị trí địa lý:
- Phía đông giáp xã An Hưng
- Phía nam giáp xã An Tân
- Phía bắc và tây giáp xã An Trung.

Theo thống kê năm 2019, thị trấn có diện tích 16,46 km², dân số là 4.120 người, mật độ dân số đạt 250 người/km².

## Lịch sử
Trước đây, địa bàn thị trấn An Lão là một phần các xã An Hưng, An Trung, An Tân thuộc huyện An Lão.
Ngày 11 tháng 4 năm 2007, Chính phủ ban hành Nghị định số 66/2007/NĐ-CP, theo đó: Thành lập thị trấn An Lão, trên cơ sở điều chỉnh 153,25 ha diện tích tự nhiên và 508 nhân khẩu của xã An Hưng; 1.020,83 ha diện tích tự nhiên và 2.316 nhân khẩu của xã An Trung; 472,12 ha diện tích tự nhiên và 2.350 nhân khẩu của xã An Tân.
Thị trấn An Lão có 1.646,20 ha diện tích tự nhiên và 5.174 nhân khẩu.

## Hành chính
Thị trấn An Lão được chia thành 6 khu phố: 2, 7, 9, Gò Bùi, Hưng Nhơn, Hưng Nhơn Bắc.